# Ахиноам Нини
Ахиноам Нини, познатија као Ноа (хебр. אחינועם ניני, Aẖinóʻam Nini; Тел Авив, 23. јун 1969) израелска је поп, џез, блуз и етно певачица.
Рођена у јеменитској породици, са само две године Ноа се са родитељима преселила у Њујорк где је завршила основну и средњу школу. Са 16 година самостално се враћа у Израел где је након одслужења двогодишњег војног рока завршила академију за џез музику. Још током студија започела је сарадњу са гитаристом Гилом Дором са којим заједно наступа.
Године 2006. наступила је на 56. Фестивалу у Санрему где је заједно са квартетом Солис стринг и Карлом Фавом извела композицију Un discorso in generale што јој је донело награду критике.
Заједно са Миром Авад представљала је Израел на Песми Евровизије 2009. у Москви, где су са песмом There Must Be Another Way (Постоји и други начин) заузеле 16. место у финалу.